# Christine Herzog
Pour les articles homonymes, voir Herzog.
Christine Herzog, née le 30 décembre 1968 à Dieuze, est une femme politique française, sénatrice de la Moselle depuis 2017.

## Biographie

### Parcours politique
Maire de Hertzing de 2008 à 2018 et conseillère départementale de la Moselle (élue dans le canton de Sarrebourg) depuis 2015, Christine Herzog devient sénatrice après les élections sénatoriales de 2017 en Moselle, ayant été élue sur la liste divers droite conduite par Jean-Louis Masson. Elle siège comme non-inscrite jusqu’en 2021, puis comme rattachée au groupe Union centriste. 
En mai 2022, l'hebdomadaire Marianne affirme que la sénatrice a recruté son époux comme assistant parlementaire en 2021 en dépit des lois de moralisation de la vie publique censées proscrire les emplois de conjoints. L'intéressée conteste ces accusations, invoquant l'erreur d'un de ses collaborateurs et l'effet d'une vengeance personnelle.

### Vie privée
Christine Herzog est mère d'un enfant, et gérante d'une entreprise.